# Anita Valen de Vries
Anita Valen de Vries (* 12. Dezember 1968 in Porsgrunn) ist eine ehemalige norwegische Radrennfahrerin.
1985 wurde Anita Valen dreifache norwegische Meisterin, im Straßenrennen, im Einzelzeitfahren und im Mannschaftszeitfahren. Kurz vor den Olympischen Spielen 1988 in Seoul erlitt sie einen Unfall, trat anschließend vom Leistungsradsport zurück und pausierte rund 13 Jahre.
Im Jahr 2000 hatte Anita Valen ihr Comeback, gewann im selben Jahr die Tour de Bretagne und wurde 2002 zweifache norwegische Meisterin, im Straßenrennen sowie im Kriterium. Insgesamt errang sie im Laufe ihrer Karriere 14 nationale Titel. Bei den UCI-Straßen-Weltmeisterschaften 2004 in Verona belegte sie Rang drei im Straßenrennen. Zweimal – 2004 und 2008 – startete sie bei Olympischen Spielen; 2004 in Athen wurde sie 14. im Straßenrennen.
Anita Valen de Vries ist verheiratet mit dem niederländischen Radrennfahrer Gerrit de Vries, ihre Schwester ist die ebenfalls erfolgreiche Radsportlerin Monica Valvik-Valen.